# Артур (Ајова)
Артур (енгл. Arthur) град је у америчкој савезној држави Ајова. По попису становништва из 2010. у њему је живело 206 становника.

## Демографија
Према попису становништва из 2010. у граду је живело 206 становника, што је -39 (-15.9%) становника више него 2000. године.
| Група             | 2000.        | 2010.       |
| Белци             | 245 (100.0%) | 202 (98,1%) |
| Афроамериканци    | 0 (0,0%)     | 1 (0,5%)    |
| Азијати           | 0 (0,0%)     | 0 (0,0%)    |
| Хиспаноамериканци | 0 (0,0%)     | 3 (1,5%)    |
| Укупно            | 245          | 206         |